# Liste der Dreitausender im Saldurkamm
Die Liste der Dreitausender im Saldurkamm listet alle Dreitausender im Saldurkamm in Südtirol auf. Die sortierbare Tabelle enthält neben der Höhe und der genauen Lage (Koordinaten) auch die Parameter Dominanz und Schartenhöhe.

## Abgrenzung
Für diese Liste gilt das Quelljoch als Abgrenzung zum Weißkamm. Die Innere Quellspitze gehört nach dieser Definition zum Weißkamm und wird somit hier nicht berücksichtigt.

## Gipfeldefinition
In der Tabelle werden sämtliche Gipfel über 3000 Meter Höhe berücksichtigt, die eine Schartenhöhe von mindestens 50 Metern aufweisen. Da die namensgebende Saldurspitze nur eine Schartenhöhe von etwa 40 Metern erreicht, wird sie in der Liste nicht geführt, sondern gesondert unter der Tabelle aufgeführt. Weitere Dreitausender mit weniger als 50 Metern Schartenhöhe finden sich ebenfalls dort. Drei unbenannte Gipfel erreichen dagegen unzweifelhaft eine Schartenhöhe von mehr als 50 Metern und werden deshalb in der Liste geführt (mit den provisorischen Bezeichnungen SK1 bis SK3):
- ein Gipfel zwischen Kortscher Schafberg und Innerer Saldurspitze
- ein Gipfel südlich der Litznerspitze (es findet sich teilweise die Bezeichnung 'Litznerkopf')
- ein Gipfel zwischen Zerminigerspitze und Wiegenspitze (es findet sich teilweise die Bezeichnung 'Penaudspitze')

## Legende
- Rang: Rang, den der Gipfel unter den Dreitausendern einnimmt.
- Bild: Bild des Berges.
- Gipfel: Name des Gipfels.
- Höhe: Höhe des Berges in Metern über dem Meeresspiegel.
- Lage: Administrative Lage sowie Koordinaten des Gipfels
- Dominanz: Die Dominanz beschreibt den Radius des Gebietes, das der Berg überragt. Angegeben in Kilometern mit Bezugspunkt.
- Schartenhöhe: Die Schartenhöhe ist die Höhendifferenz zwischen Gipfelhöhe und der höchstgelegenen Einschartung, bis zu der man mindestens absteigen muss, um einen höheren Gipfel zu erreichen. Angegeben in Metern mit Bezugspunkt.

## Dreitausender im Saldurkamm
Durch Anklicken des Symbols im Tabellenkopf sind die jeweiligen Spalten sortierbar.
| Rang | Bild | Gipfel                  | Höhe         | Lage                          | Dominanz                     | Schartenhöhe                              |
| ---- | ---- | ----------------------- | ------------ | ----------------------------- | ---------------------------- | ----------------------------------------- |
| 1    |      | Schwemser Spitze        | 3459 m ü. A. | Südtirol 46° 46′ N, 10° 44′ O | 1,6 km → Innere Quellspitze  | 208 m ↓ Oberettesjoch                     |
| 2    |      | Lagaunspitze            | 3439 m ü. A. | Südtirol 46° 44′ N, 10° 44′ O | 3,8 km → Schwemser Spitze    | 422 m ↓ Langgrubenjoch                    |
| 3    |      | Saldurkopf              | 3429 m ü. A. | Südtirol 46° 44′ N, 10° 44′ O | 0,6 km → Saldurspitze        | ca. 70 m ↓ Scharte zur Saldurspitze       |
| 4    |      | Äußere Quellspitze      | 3385 m ü. A. | Südtirol 46° 47′ N, 10° 44′ O | 0,5 km → Schwemser Spitze    | 115 m ↓ Quelljoch                         |
| 5    |      | Ramudelspitze           | 3369 m ü. A. | Südtirol 46° 44′ N, 10° 44′ O | 0,6 km → Saldurkopf          | ca. 70 m ↓ Scharte zum Saldurkopf         |
| 6    |      | Ramudelkopf             | 3330 m ü. A. | Südtirol 46° 43′ N, 10° 43′ O | 0,5 km → Ramudelspitze       | ca. 75 m ↓ Scharte zur Ramudelspitze      |
| 7    |      | Lazaunspitze            | 3313 m ü. A. | Südtirol 46° 45′ N, 10° 44′ O | 0,4 km → Saldurspitze        | ca. 90 m ↓ Scharte zur Saldurspitze       |
| 8    |      | Hochalt                 | 3285 m ü. A. | Südtirol 46° 42′ N, 10° 44′ O | 2,7 km → Ramudelkopf         | 273 m ↓ Rappenscharte                     |
| 9    |      | Remsspitze              | 3212 m ü. A. | Südtirol 46° 42′ N, 10° 41′ O | 3,5 km → Hochalt             | ca. 290 m ↓ Scharte zum Hochalt           |
| 10   |      | Litznerspitze           | 3206 m ü. A. | Südtirol 46° 41′ N, 10° 41′ O | 1,1 km → Remsspitze          | ca. 135 m ↓ Scharte zur Remsspitze        |
| 11   |      | Mastaunspitze           | 3200 m ü. A. | Südtirol 46° 42′ N, 10° 48′ O | 5,8 km → Hochalt             | 435 m ↓ Tascheljöchl                      |
| 12   |      | Rappenspitze            | 3184 m ü. A. | Südtirol 46° 43′ N, 10° 43′ O | 0,9 km → Ramudelkopf         | ca. 135 m ↓ Scharte zum Upiakopf          |
| 13   |      | Upiakopf                | 3174 m ü. A. | Südtirol 46° 43′ N, 10° 43′ O | 0,6 km → Rappenspitze        | ca. 120 m ↓ Scharte zum Hochalt           |
| 14   |      | Malander                | 3174 m ü. A. | Südtirol 46° 41′ N, 10° 48′ O | 1,0 km → Mastaunspitze       | ca. 110 m ↓ Scharte zur Mastaunspitze     |
| 15   |      | Gerstgraserspitze       | 3140 m ü. A. | Südtirol 46° 42′ N, 10° 48′ O | 1,3 km → Mastaunspitze       | 209 m ↓ Mastaunjoch                       |
| 16   |      | unbenannter Gipfel SK1  | 3137 m ü. A. | Südtirol 46° 43′ N, 10° 45′ O | 0,5 km → Innere Saldurspitze | ca. 70 m ↓ Scharte zur Inn. Saldurspitze  |
| 17   |      | unbenannter Gipfel SK2  | ca. 3125 m   | Südtirol 46° 41′ N, 10° 41′ O | 0,5 km → Litznerspitze       | ca. 75 m ↓ Scharte zur Litznerspitze      |
| 18   |      | Wiegenspitze            | 3119 m ü. A. | Südtirol 46° 41′ N, 10° 50′ O | 1,6 km → Malander            | ca. 125 m ↓ Scharte zum Malander          |
| 19   |      | Zerminigerspitze        | 3109 m ü. A. | Südtirol 46° 40′ N, 10° 49′ O | 1,5 km → Wiegenspitze        | ca. 105 m ↓ Scharte zum unb. Gipfel SK3   |
| 20   |      | unbenannter Gipfel SK3  | ca. 3065 m   | Südtirol 46° 41′ N, 10° 50′ O | 0,4 km → Wiegenspitze        | ca. 55 m ↓ Erdscharte                     |
| 21   |      | Schlandrauner Schafberg | 3140 m ü. A. | Südtirol 46° 41′ N, 10° 45′ O | 1,3 km → Hochalt             | ca. 105 m ↓ Scharte zum Hochalt           |
| 22   |      | Berglerspitze           | 3019 m ü. A. | Südtirol 46° 43′ N, 10° 47′ O | 1,3 km → Gerstgraserspitze   | ca. 115 m ↓ Scharte zur Gerstgraserspitze |

Weitere Dreitausender (mit weniger als 50 Metern Schartenhöhe):
- Saldurspitze 3433 m
- Innere Saldurspitze 3189 m
- Kortscher Schafberg ca. 3110 m (Höhenkote 3099 m liegt etwas östlich des höchsten Punktes)
- Madatschknott 3081 m
- Kreuzspitze 3055 m